# Euripus Mons
Euripus Mons to góra na Marsie. Ma średnicę 91 km. Jej nazwa pochodzi od zaburzenia albedo i została zatwierdzona przez Międzynarodową Unię Astronomiczną w 2003 roku. Góra leży zaraz na wschód od basenu Hellas i jest otoczona rumowiskami.